# Joan Lino Martínez Armenteros
Joan Lino Martínez Armenteros (L'Havana, Cuba 1978) és un atleta cubà, nacionalitzat espanyol, especialista en salt de llargada.

## Biografia
Va néixer l'11 de gener de 1978 a la ciutat de l'Havana, fill de pare cubà i mare espanyola. El 28 de juliol de 2004 li fou concedida la nacionalitat espanyola.
Especialista en salt de llargada i membre de la secció d'atletisme del Futbol Club Barcelona, va participar, als 26 anys, en els Jocs Olímpics d'Estiu de 2004 realitzats a Atenes (Grècia), on va aconseguir guanyar la medalla de bronze en la prova masculina de salt de llargada amb un salt de 8.32 metres.
Posteriorment aconseguí guanyar la medalla d'or en el Campionat d'Europa d'atletisme en pista coberta l'any 2005 i la medalla de plata en el Campionat Iberoamericà d'atletisme l'any 2010. Així mateix finalitzà quart en el Campionat d'Europa d'atletisme de l'any 2005.